# حارة قرية السواد (صنعاء)
حارة قرية السواد هي إحدى حارات حي السواد بضواحي الأمانة مديرية سنحان وبني بهلول، بلغ تعداد سكانها 817 نسمة حسب تعداد اليمن لعام 2004.